# 原田泉
原田 泉（はらだ いずみ、1960年 - ）は、日本の映画プロデューサー・テレビプロデューサー。

## 人物・経歴
1991年フジテレビ『世にも奇妙な物語』でプロデューサーとしてデビュー。その数々のテレビドラマを手掛け、1992年にスタートしたフジテレビ「La Cuisine」では初のシリーズドラマをプロデュース。CMやPV界からフレッシュなディレクターを起用し、斬新なストーリーとフィルム的な映像表現で注目を集め、このドラマから多くの監督を映画界へ輩出した。シリーズの最終回作品FRIED DRAGON FISHは現代用語の基礎知識の中でテレビドラマの到達点と評価され、1994年に映画として劇場公開された。
1993年に映像作家の岩井俊二とともに映像レーベルWATER&EYESを設立。同年、テレビドラマ「if もしも～打ち上げ花火、下から見るか? 横から見るか?」をプロデュース。この作品で岩井俊二が日本映画監督協会新人賞を受賞。
1994年映画「Love Letter」の製作を機に岩井俊二とともに株式会社ロボットに移籍し、フジテレビのアニメやドラマなどテレビ番組を中心にプロデュースを続け、1995年にはホイチョイ・プロダクションズ馬場康夫企画の「冒険＠アナログ島・パソコンは天使か悪魔か」をプロデュース。当時一般的ではなかったパソコンを黒船に準えデジタルなパソコンの可能性をアナログな人形劇で紹介した。また、1996年には金曜エンターテイメント「怖い女シリーズ」を企画、第一弾の「殴る女」は暴力的な女性を描いたドラマのパイオニア的な作品となった。1998年に製作した「ふたりのアリス」では脚本も担当、「TVぴあ」が特集を組むほどの注目作であったが、中学生の少女が親を殺すという内容が当時発生した事件と酷似していた為に放送中止となり、プロデューサー人生初のお蔵入りを経験する。1999年フジテレビ「美少女H2・TWILIGHT PARADISE/絵里とエリと線路の石」で初監督を務める。その他フジテレビの深夜枠であるJOCX-MIDNIGHT「音楽美学」「MIDNIGHT RESTAURANT」「STRAY SHEEP」のCM製作も手掛ける[1]。
2000年フジテレビ世にも奇妙な物語で「のぞみ、西へ」をプロデュース、脚本家小山薫堂と組んだこの作品はストーリーテラーのタモリに高い評価を受け、世にも奇妙な物語・DVDの特別編として販売され、スピンオフ番組として日本語教養バラエティ「タモリのジャポニカロゴス」が生まれた。
このプロデューサーの特徴をあげるならば「キャスティング」の巧さにと斬新さにあり、美少女評論家の北川昌弘氏も雑誌ザ・テレビジョンの紙面で氏のキャスティング力を高く評価していた。特に新人を主役に起用したFRIED DRAGON FISHの浅野忠信当時18歳、「if もしも～打ち上げ花火、下から見るか? 横から見るか?」の奥菜恵当時13歳、「JUVENILE」の鈴木杏当時12歳、「お父さんのバックドロップ」の神木隆之介当時11歳、「美少女H」の木村多江当時23歳などは作品同様に俳優陣の演技も高く評価され、彼らの出世作になったといえる。これらに代表されるように子供のキャスティングに関しても抜群のセンスを持っていたといえるだろう。またフジテレビ「美少女H2」では新人の水川あさみ18歳を起用した「18歳のウソ」がギャラクシー賞を受賞した。
2001年からはsnapに移籍し、ディレクター兼プロデューサーとして糸井重里と共にディズニーやスタジオジブリのCMの演出も数多く手掛け、同時にディズニーやディズニーDVDプレーヤープロジェクトに参加するなどプロダクトプロデューサーとしての活動も始める。
2004年には映画「お父さんのバックドロップ」（中島らも原作）をプロデュース。
2007年プロデュースカンパニーWATER&SKYを設立し、企画から撮影、編集まで一人でこなす映像制作スタイル確立。
長年食べ歩きを続けていた「かき氷」のSNSがぴあ編集長・大木淳夫氏の目に止まり、2015年「にっぽん氷の図鑑」を出版し、同年朝日新聞で注目の書籍として紹介された。2016年「一日一氷・365日のかき氷」を出版。著書の中でかき氷フリークの総称である「ゴーラー」という呼び名を生み、かき氷評論家としても活躍中。

## プロデュース作品

### テレビドラマ
- 世にも奇妙な物語（1991年 - 2000年、フジテレビ）
- La cuisine（1992年 - 1993年、フジテレビ）
- GHOST SOUP（1992年、フジテレビ）
- FRIED DRAGON FISH（1993年、フジテレビ）
- if もしも「打ち上げ花火、下から見るか? 横から見るか?」（1993年、フジテレビ）
- 木曜の怪談「マリオ」（1995年、フジテレビ）
- 金曜エンタテイメント「怖い女シリーズ」（1996年 - 1998年、フジテレビ）
- 23区の女（1996年、フジテレビ）
- 踊る大予告編「秋の全国一斉取り締まりスペシャル」（1998年、フジテレビ）
- 美少女H（1999年 - 2000年、フジテレビ）
- SPACE ANGEL 2001円宇宙の旅（2000年、日本テレビ）

### テレビ番組
- 日立爆裂アワー「冒険＠アナログ島・パソコンは天使か悪魔か」（1995年、フジテレビ）
- STRAY SHEEP（1996年 - 2000年、フジテレビ）
- 浅野忠信に関する十の疑問（2001年、スカパー!)
- そしてイタリアは踊る（2010年、BSフジ）

### 映画
- 打ち上げ花火、下から見るか? 横から見るか?（1995年、ヘラルド・エース／日本ヘラルド映画）
- FRIED DRAGON FISH（1996年、エース ピクチャーズ／日本ヘラルド映画）
- お父さんのバックドロップ（2004年、シネカノン）

## キャスティング・ディレクター
- 映画『ジュブナイル』（2000年、東宝）
- 映画『ハウルの動く城』DVD（2006年、BVHE）

## 監督作品

### テレビドラマ
- 美少女H2・TWILIGHT PARADISE（1999年、フジテレビ）
- SPACE ANGEL 2001円宇宙の旅（2000年、日本テレビ）

### PV
- マント・aikoと愛子と夏の犬（2002年、ポニーキャニオン）
- マリオ＆ゼルダBIG BAND LIVE（2004年、任天堂）
- PRIMORDIAL/1101.com+HENRY CUIR（2011年、ほぼ日刊イトイ新聞）
- ほぼ日手帳2012/SMILE（2011年、東京糸井重里事務所）

### 映画
- UNTITLED（2005年、snap） ※PFF出品作品

### CM
- SKY PerfecTV!（1998年、BVHE）
- 平成狸合戦ぽんぽこ VHS（1999年、BVHE）
- 紅の豚 VHS（1999年、BVHE）
- ルパン三世 カリオストロの城 DVD（2001年、BVHE）
- もののけ姫 DVD（2001年、BVHE）
- 魔女の宅急便 DVD（2001年、BVHE）
- 千と千尋の神隠し DVD（2002年、BVHE）
- となりのトトロ DVD（2002年、BVHE）
- 風の谷のナウシカ DVD（2003年、BVHE）
- 猫の恩返し DVD（2003年、BVHE）
- ピノキオ DVD（2004年、BVHE）
- 平成狸合戦ぽんぽこ DVD（2004年、BVHE）
- ジブリがいっぱいコレクション DVD（2005年、BVHE）
- emu2（2006年、EPIC）

### プロダクト・プロデュース
- ディズニー DVD プレーヤー(2001年、BVHE/FUNAI)
- ジブリ DVD プレーヤー(2002年、BVHE/FUNAI)
- ナウシカの長銃/NAUSICCA'S GUN(2003年、BVHE)
- ピカチュウビデオ/PICACHU VCR Player（2004年、FUNAI USA）
- めちゃイケSACHICO & ONCHI（2009年 - 2015年『めちゃ×2イケてるッ!』、フジテレビ）

## 書籍
- 「にっぽん氷の図鑑」（ぴあ）2015年
- 「一日一氷」365日のかき氷（ぴあ）2016年